# Kienké
Kienke est un village du Cameroun situé dans la région du Sud et le département de l'Océan. Faisant partie de la commune de Lokoundjé, il se trouve à 4 km d'Akom II sur la piste qui lie Akom II à Bipindi. 

## Population
En 1966, la population était de 106 habitants, principalement des Boulou.